# 1974 dans les chemins de fer
Chronologie des chemins de fer
1973 dans les chemins de fer - 1974 - 1975 dans les chemins de fer

## Évènements

### Janvier
- 13 janvier, France : électrification de la ligne Noisy-le-Sec - Tournan, avec ouverture des nouvelles gares de Val-de-Fontenay, des Boullereaux - Champigny et des Yvris.

### Mars
- 5 mars, France : décision du gouvernement Pierre Messmer de construire une ligne à grande vitesse entre Paris et Lyon.

### Mai
- 7 mai, Allemagne fédérale: mise en service de la dernière BR043 transformée au dépôt de Rheine, numérotée 043 737-6, réformée le 26 octobre 1977.

### Juin
- 26 juin, Italie : mise en service du TEE Aurora entre Rome et Reggio de Calabre.

### Juillet
- 1er juillet, France : le SYMA (Syndicat Mixte Méditerranée Alpes) confie l’exploitation de la ligne Nice - Digne des Chemins de fer de Provence à la CFTA (Chemins de fer et transport automobile), filiale du groupe CGEA (renommé ensuite Connex, puis Veolia Transport).

### Décembre
- 9 décembre, France : à Lyon, réouverture sous forme de métro à crémaillère (ligne C) de l'ancien funiculaire de Croix-Paquet